# Jota Peleteiro
José Ignacio Peleteiro Ramallo (Puebla del Caramiñal, La Coruña, 16 de junio de 1991), más conocido como Jota, es un exfutbolista español que jugaba de centrocampista.
Estuvo casado con la modelo Jessica Bueno Álvarez durante más de una década. Tienen dos hijos en común. Tras un mediático divorcio, se convirtió al islam. En 2024 contrajo matrimonio con la modelo Ajla Peleteiro, de soltera Etemovic, con la que ha sido padre de un niño llamado Mansour Malik.

## Trayectoria

### Categorías inferiores
Comenzó su carrera en el fútbol en el Xuventú Aguiño donde estuvo hasta la categoría infantil, en la que fue contratado por el R. C. Celta de Vigo donde fue una de las perlas de esta cantera durante todos esos años. Durante esta etapa sería mejor jugador de varios torneos y junto al equipo juvenil de Guillermo Romo conseguirían el subcampeonato de España juvenil, donde el campeón fue el F. C. Barcelona. Ese mismo año firmaría su primer contrato profesional con su club.

### Celta de Vigo
En la siguiente temporada, 2010-11, a la edad de 19 años, viajó con el primer equipo del Celta de Vigo para realizar la pretemporada en la ciudad portuguesa de Melgaço. Esa misma temporada el entrenador del filial, Milo Abelleira, decidió contar con él para el equipo filial, y en pocos partidos logró hacerse imprescindible para el Celta B, asegurándose con ello un hueco en el equipo titular. Estas actuaciones no pasaron desapercibidas para el entrenador del primer equipo, Paco Herrera, que en diciembre de 2010 lo llamó a entrenar con la primera plantilla celeste. 
Un mes más tarde, debido a la lesión del delantero suplente Dimitrios Papadopoulos y a la cesión del canterano Toni a la SD Huesca, Paco Herrera decide convocarlo para disputar el partido de liga que enfrenta al Celta de Vigo contra el Barça "B". Con el empate a uno en el marcador, en el minuto 88 Jota saltó al terreno de juego con el dorsal 34, sustituyendo a Enrique de Lucas, y con ello se produjo su debut en la Segunda División el 29 de enero de 2011.

### Castilla C. F.
En verano de 2012 firmó finalmente una cesión para jugar en la temporada 2012-13 en el Castilla C. F., primer filial del Real Madrid Club de Fútbol. El club blanco además firmó una opción de compra para la temporada siguiente. El jugador estuvo a las órdenes de Alberto Toril.

### S. D. Eibar
En verano de 2013 firmó una cesión para jugar en la temporada 2013-14 en el Sociedad Deportiva Eibar ya que no entra en los planes del, por aquel entonces, entrenador del Celta de Vigo Luis Enrique. En el equipo armero se convirtió en el mejor jugador del equipo y uno de los artífices del ascenso histórico a Primera División del club.

### Etapa en Inglaterra
El 15 de agosto de 2014 se trasladó a Inglaterra y firmó un contrato de tres años con el Brentford F. C., recién ascendido a la Championship. Se le asignó el número 23 e hizo su debut contra el Blackpool el 19 de agosto. En su séptimo partido, Jota marcó su primer gol para el club en la victoria 2-0 sobre el Leeds United en Griffin Park el 27 de septiembre. Marcó de nuevo el sábado siguiente contra el Reading. El viernes 21 de noviembre anotó su tercer gol de la temporada con un gol ganador en el tiempo de descuento en el derbi contra el Fulham. Su cuarto gol hizo a su equipo llevársela victoria contra el Wolves. Marcó seis goles más esa temporada que ponía su cuenta particular en 39 partidos jugados, 10 goles marcados y dos asistencias.
El 16 de enero de 2016 firmó su cesión a la Sociedad Deportiva Eibar hasta el verano de 2017, volviendo a llevar la camiseta armera por un año y medio. El 31 de diciembre de ese mismo año se puso fin al préstamo seis meses antes de lo previsto.
El 31 de agosto de 2017 el Birmingham City F. C. anunció su fichaje catalogándolo como el fichaje más caro de la historia del club, superando incluso los 7 000 000 pagados por Nikola Žigić en 2010.
En la temporada 2019-20 fichó por el Aston Villa F. C. para jugar en la Premier League. Jugó 16 partidos en los que anotó un gol antes de abandonar el equipo de Birmingham el 3 de octubre de 2020.

### Deportivo Alavés y fin de carrera
Al día siguiente de abandonar el Aston Villa, el 4 de octubre firmó por el Deportivo Alavés por una temporada.
En octubre de 2022, en una entrevista a Relevo, hizo público que había decidido retirarse tras su salida del conjunto vitoriano el año anterior por falta de motivación.

## Selección autonómica
El 20 de mayo de 2016 jugó con la selección de fútbol de Galicia un partido amistoso, en el estadio de Riazor, contra la selección de Venezuela que terminó con empate a 1.

## Estadísticas

### Clubes
| Club                                | País       | Año       | Partidos | Goles |
| ----------------------------------- | ---------- | --------- | -------- | ----- |
| R. C. Celta de Vigo "B"             | España     | 2010-2012 | 68       | 22    |
| R. C. Celta de Vigo                 | España     | 2010-2012 | 5        | 0     |
| Real Madrid Castilla C. F. (cedido) | España     | 2012-2013 | 3        | 0     |
| S. D. Eibar (cedido)                | España     | 2013-2014 | 37       | 11    |
| Brentford F. C.                     | Inglaterra | 2014-2016 | 39       | 10    |
| S. D. Eibar (cedido)                | España     | 2016      | 13       | 0     |
| Brentford F. C.                     | Inglaterra | 2017      | 24       | 12    |
| Birmingham City F. C.               | Inglaterra | 2017-2019 | 73       | 8     |
| Aston Villa F. C.                   | Inglaterra | 2019-2020 | 14       | 1     |
| Deportivo Alavés                    | España     | 2020-2021 | 23       | 0     |

## Palmarés

### Distinciones individuales
| Distinción                                                           | Año  |
| -------------------------------------------------------------------- | ---- |
| Premios BBVA al mejor jugador del mes de febrero en Segunda División | 2014 |

## Vida personal
Contrajo matrimonio con Jessica Bueno Álvarez el 6 de junio de 2015 en Marbella. Tienen dos hijos en común: José Ignacio (28 de febrero de 2016) y Alejandro (12 de julio de 2021).
Formalizaron su divorcio el 30 de noviembre de 2022. En febrero de 2024 anunció que se había convertido al Islam. Actualmente está casado con la modelo Ajla Peleteiro, de soltera Etemovic, con la que contrajo matrimonio en una boda saudita y con la que ha tenido un hijo al que han llamado Mansour Malik.